# Леонтовский, Александр Михайлович
Алекса́ндр Миха́йлович Леонто́вский (1865, Миргород — 1928, Таганрог) — российский художник, педагог.

## Биография
В 1885 году Александр Михайлович Леонтовский стал вольнослушателем Петербургской Академии художеств, а с 1888 — полноправным академистом, пробыв в высшем художественном заведении до 1894 года. Ярких успехов в Академии Александр Леонтовский не продемонстрировал, но к намеченной цели шел целеустремленно, регулярно получая за свои студенческие работы серебряные медали. Так, в 1889 году он получил малую, в следующем — малую и большую, в 1891 — большую серебряные медали. Окончил Академию Александр Михайлович в звании классного художника третьей степени.
В декабре 1909 года в Санкт-Петербурге 39-летняя художница Серафима Блонская (1870-1947) после приезда из Италии сразу тяжело заболела брюшным тифом. За ней ухаживал  её бывший однокашник по Академии художеств — 44 летний  художник Александр Леонтовский. В 1910 году весной Александр Леонтовский женился на Серафиме Блонской и они переезжают из Санкт-Петербурга на родину своей жены в Таганрог. В 1910 году он с женой открывает в Таганроге школу рисования и живописи с курсом лекций по анатомии, перспективе и истории искусства. В 1928 г после смерти А. М. Леонтовского школа прекратила своё существование.

## Наиболее известные работы А. М. Леонтовского
- «Дама в белом»,
- «Дама в голубом»,
- «Главный начальник военно-учебных заведений генерал-лейтенант великий князь Константин Константинович» в 1901 году, 1901.
- «Портрет великой княгини Елизаветы Маврикиевны», 1906.
- «Портрет великого князя Константина Константиновича», 1906.
- «Портрет великого князя Кирилла Владимировича», 1916.

## Работы художника находятся в собраниях
- Государственный Эрмитаж, Санкт-Петербург.
- Коллекция Большого Екатерининского дворца, Пушкино.
- Литературный музей Института русской литературы (Пушкинский Дом) РАН, Санкт-Петербург.
- Артиллерийский музей, Санкт-Петербург.
- Таганрогский художественный музей, Таганрог.
- Омский областной музей изобразительных искусств им. М.А. Врубеля, Омск.
- Чувашский государственный художественный музей, Чебоксары.
- Частные коллекции.

## Галерея

«Дама в белом», х/м, 125х79,5, 1890-е
«Дама в голубом», х/м, 1890-е

## Семья
- Блонская, Серафима Иасоновна (1870—1947) — жена, российская художница, педагог.